# گروه موسیقی دیزنی
گروه موسیقی دیزنی شامل گروهی از تهیه و توزیع‌کنندگان آثار صوتی است که همگی آنها متعلق به شرکت والت دیزنی می‌باشند. در حال حاضر مدیریت این گروه را کن بونت بر عهده دارد. از جمله اعضای این گروه می‌توان به هالیوود رکوردز، والت دیزنی ریکوردز، لیریک استریت ریکوردز و ماموت ریکوردز اشاره نمود.

## پیوند
- وب‌گاه رسمی